# یواس‌اس ساوت‌همپتون (ای‌کی‌ای-۶۶)
یواس‌اس ساوت‌همپتون (ای‌کی‌ای-۶۶) (به انگلیسی: USS Southampton (AKA-66)) یک کشتی بود که طول آن ۴۵۹ فوت ۲ اینچ (۱۳۹٫۹۵ متر) بود. این کشتی در سال ۱۹۴۴ ساخته شد.